# Colletes quadrigenis
Colletes quadrigenis är en biart som beskrevs av Joseph Vachal 1909. Colletes quadrigenis ingår i släktet sidenbin, och familjen korttungebin. Inga underarter finns listade i Catalogue of Life.